# Мадонна фон дер Роппа
«Мадонна с младенцем и святыми Иеронимом и Франциском» — картина итальянского художника эпохи Возрождения Рафаэля, почти наверняка была создана как частная картина для религиозного созерцания в Перудже около 1502 года.

## Описание
На картине изображена Дева Мария с младенцем Христом, сидящим на подушке у неё на коленях, подняв руку в благословении, направленном на зрителя. Расположение этих двух главных фигур простое и статичное. Голова Марии покрыта, она пристально смотрит вниз на сына. Святой Иероним изображён в молитве слева; святой Франциск появляется справа, показывая свои стигматы таким образом, что они перекликаются с благословляющей рукой Христа.
Выбор этих двух святых был обычным в живописи центральной Италии в конце XV века, и картина напоминает различные умбрийские образцы. В ней прослеживается влияние учителя Перуджино, что типично для ранних работ Рафаэля. Позднейшие мадонны Рафаэля претерпели стилистическую эволюцию, но с самого начала он уделял большое внимание нежности в отношениях матери и её ребёнка.

### Анализ
По мнению Тома Хенри, гармония картины нарушается несколько неуклюжим размещением святых, что показывает относительную неопытность Рафаэля: Иероним изображён слишком близко к Деве Марии, краем шляпы почти касаясь её головы, также неясен взгляд Франциска на младенца. Создание интимности, стеснённости фигур на первом плане резко ограничивает возможности Рафаэля для создания атмосферного пейзажа, которым он отличился, и позволяет видеть только щекотливые проблески двух башен на холмах. Плоские позолоченные нимбы также довольно неловко втиснуты в ограниченное пространство над головами.